# Widłoząb płowy
Widłoząb płowy (Dicranum fulvum Hook.) – gatunek mchu należący do rodziny widłozębowatych (Dicranaceae).

## Rozmieszczenie geograficzne
Występuje w górach Europy Środkowej i Północnej (Skandynawia) oraz w Ameryce Północnej. W Polsce notowany w Masywie Ślęży, w Sudetach oraz na Pomorzu Zachodnim i Wschodnim.

## Morfologia
Darnie zbite, żółtobrunatne. Mech ortotropowy o łodygach o długości od 2 cm, okrytymi żółtymi chwytnikami. Liście o długości 4 mm, powolnie zwężane, zwinięte w rurkę, w górnej części piłkowane. W dolnej części łodygi liście są mniejsze niż w części górnej. Komórki blaszki liściowej kwadratowe, brodawkowate (w przekroju poprzecznym). Puszka prosta, w stanie suchym podłużnie bruzdowana; wieczko z dzióbkiem.
Gatunek ten jest bardzo podobny do widłozębu zielonego (niektórzy traktują widłoząb zielony jako nadrzewną formę widłozębu płowego). Główne różnice: u widłozębu zielonego liście są całobrzegie, komórki blaszki liściowej gładkie lub bardzo słabo brodawkowate; gładka jest także puszka.

## Ekologia
Występuje na cienistych, bezwapiennych skałach, także na głazach narzutowych.

## Ochrona
Gatunek w latach 2004-2014 objęty był w Polsce ścisłą ochroną gatunkową. Od roku 2014 wpisany na listę gatunków roślin objętych ochroną częściową w Polsce na podstawie Rozporządzenia Ministra Środowiska z dnia 9 października 2014 r. w sprawie ochrony gatunkowej roślin.